# Hôtel de Prévenchères
L'hôtel de Prévenchères (également connu comme hôtel Lenoir) est un hôtel particulier situé sur la place des Victoires à Paris, en France.

## Localisation
L'hôtel de Prévenchères, ou hôtel Lenoir est situé dans le 2e arrondissement de Paris, au 6 place des Victoires. Il se trouve sur le côté nord-ouest de la place, entre les hôtels de Metz de Rosnay et Pellé de Montaleau, à l'emplacement de l'ancien hôtel de La Ferté-Senneterre.

## Historique
L'édifice est classé au titre des monuments historiques en 1962.

## Habitants célèbres
Antoine Crozat y logea en tant que locataire, dans ce qui fait figure de demeure la plus "humble" de la place.